# Biblioteca Jagger
A Biblioteca Jagger (em inglês, Jagger Reading Room, anteriormente chamada J.W. Jagger Linear Library, muitas vezes abreviado como Jagger Library) é a principal sala de leitura das bibliotecas da Universidade da Cidade do Cabo.
O edifício foi construído na década de 1930, recebendo o nome de J.W. Jagger, um grande benfeitor das bibliotecas da Universidade da Cidade do Cabo. Serviu inicialmente como biblioteca principal, depois como centro de empréstimos temporários, e mais recentemente, entre 2000 e 2011, como sala de leitura da Biblioteca de Estudos Africanos.

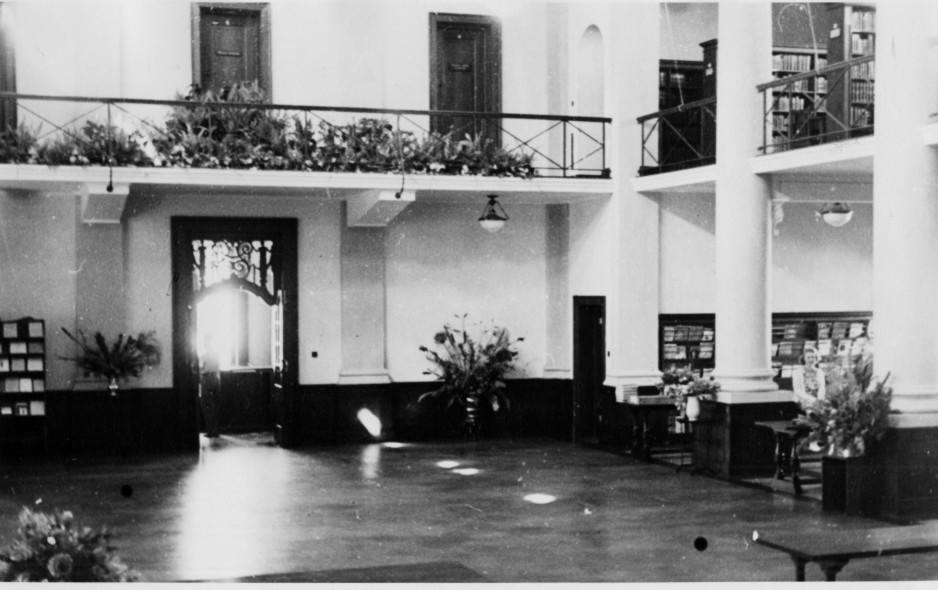
Entrada da Biblioteca Jagger com decorações florais, 1947

Em 1980, a biblioteca fazia parte de um complexo de oito bibliotecas da Universidade da Cidade do Cabo, sendo a sede do serviço de bibliotecas da universidade. Naquela data continha 518 mil dos 741 mil volumes disponíveis na rede de bibliotecas, podendo albergar 1280 leitores nas suas salas de leitura.
Em 2011, A universidade iniciou um programa de restauro com vista a restituir o principal salão da Biblioteca Jagger à condição original. Os passadiços e balcões colocados nas décadas de 1960 e 1970 foram removidos, e posteriormente foi pintado, mobilado e restaurados os elementos originais.

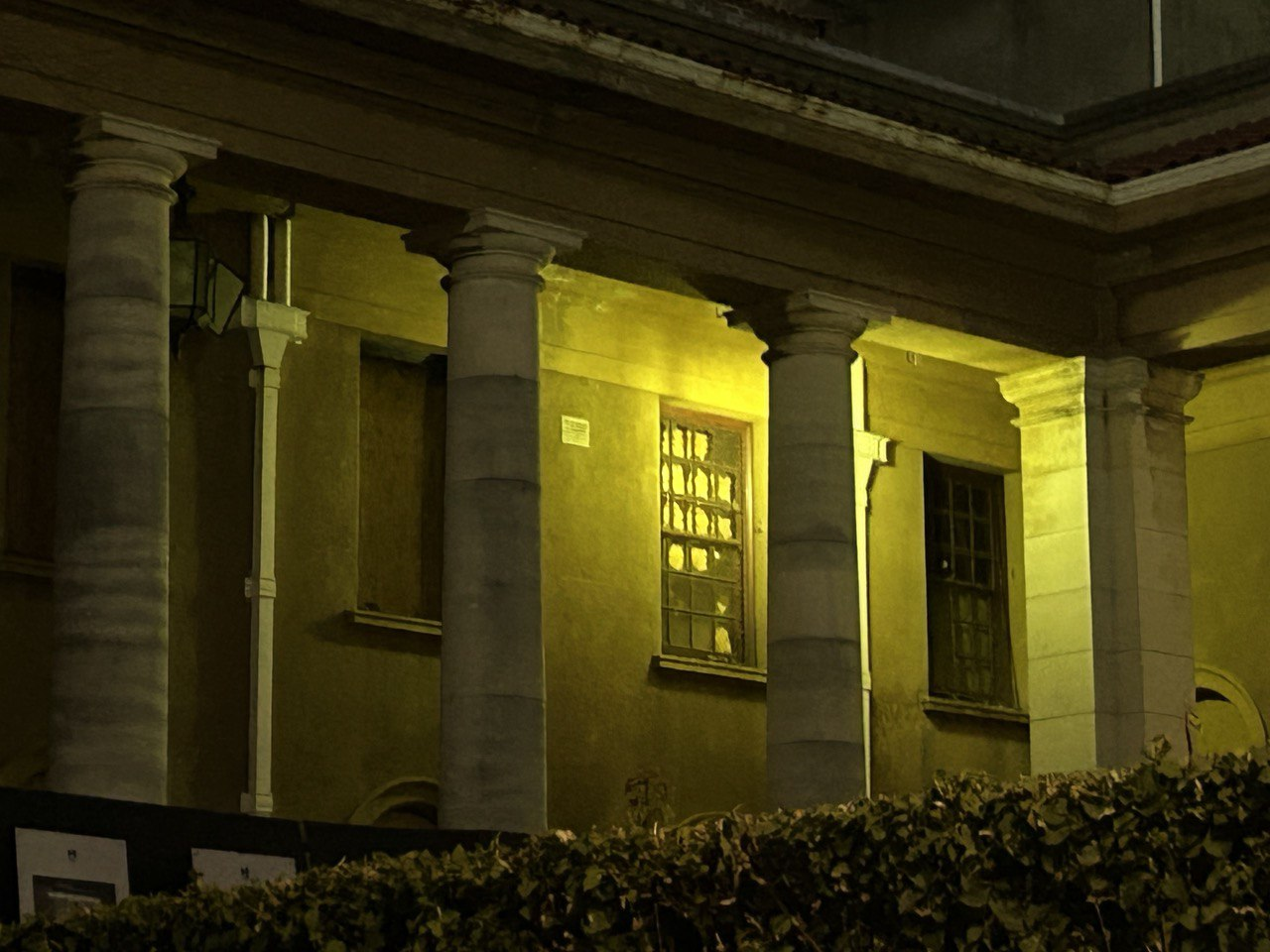
Janelas atingidas pelo incêndio

Foi parcialmente destruída a 18 de Abril de 2021, pelo fogo que teve origem no Rhodes Memorial, em Montanha da Mesa.